# Interaktiv skrivtavla

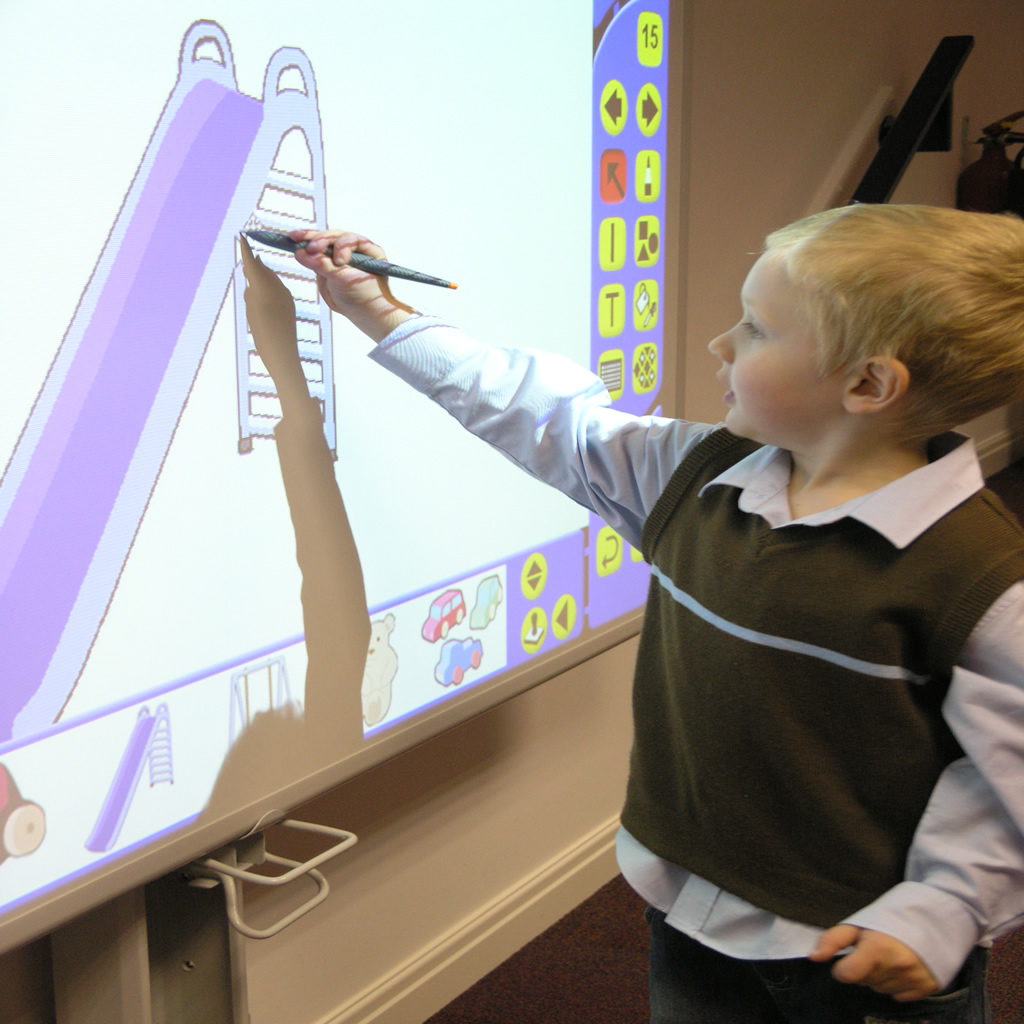
En interaktiv skrivtavla har samma funktion som en tryckkänslig datorskärm.

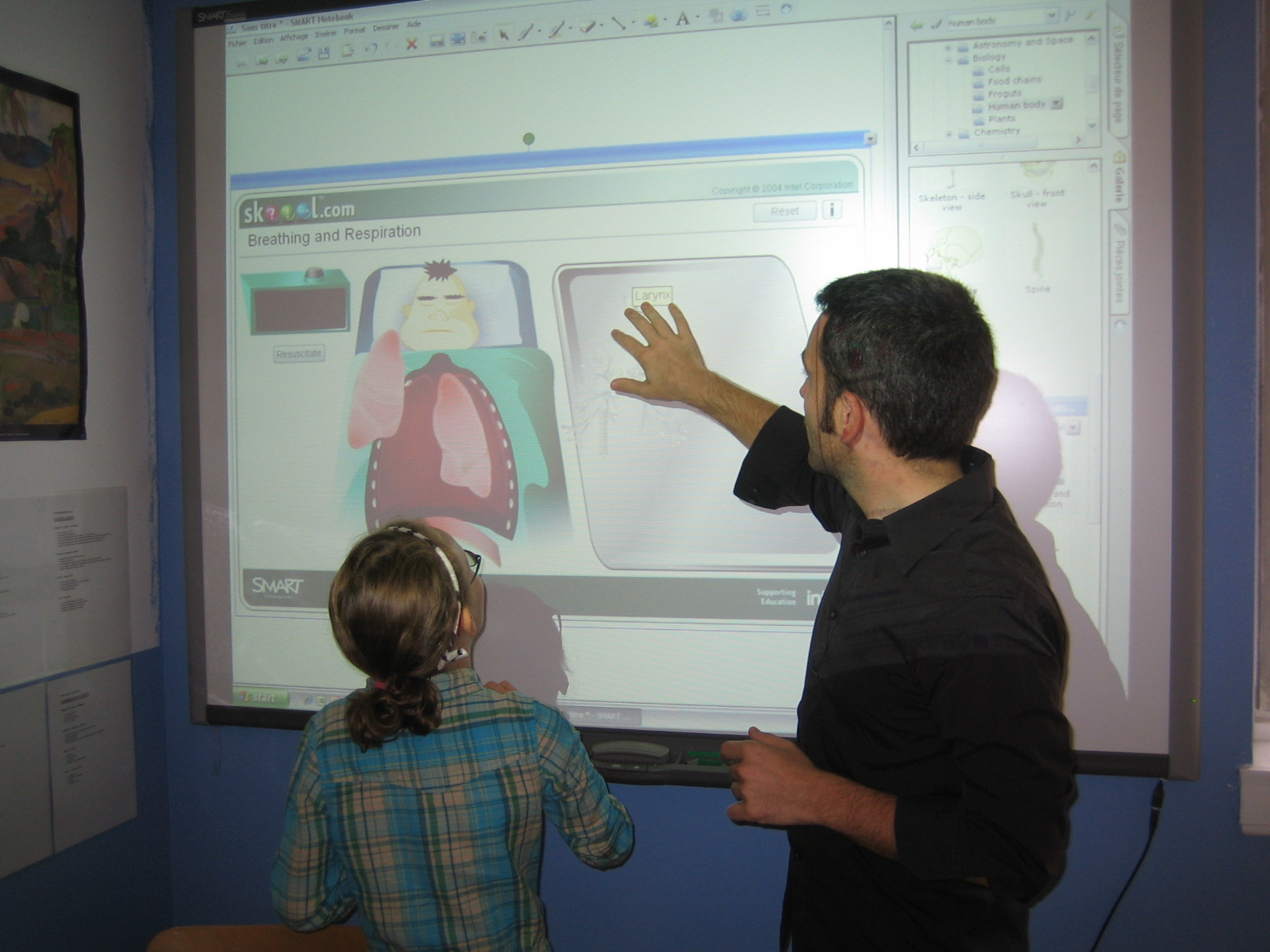

Interaktiv skrivtavla eller interaktiv whiteboard är ett undervisningsverktyg som består av en stor skärm, vilken är belyst av en projektor som är ansluten till en dator. Den interaktiva skrivtavlan används ofta i undervisningssammanhang, exempelvis av skolor eller företag och ersätter således whiteboardtavlan eller svarta tavlan. Den interaktiva skrivtavlan går att likna vid en whiteboard där läraren kan skriva och sudda men skiljer sig på ett sådant sätt att den även möjliggör en större variation av resurser i form av bilder, ljud, faktatexter och filmer som går att finna på internet. Den interaktiva skrivtavlan är en digital gemensam yta som möjliggör interaktiva övningar, digitala lektioner och presentationer. Det finns av ett flertal olika modeller med olika teknik, från ett flertal olika tillverkare. Tavlan har två funktioner för att registrera beröring. Det ena är med specialpenna där tekniken är beroende av pennan, eller via touch-funktion, där tekniken inte är beroende av något särskilt pekdon utan programvaran skapar en illusion att man ritar på skärmen. Det går även att rita på skärmen som på en vanlig whiteboardtavla.
Interaktiva whiteboardtavlor finns på många skolor. Storbritannien brukar ofta pekas ut som föregångsland när det gäller interaktiva skrivtavlor i skolan. I en stor IT-satsning 2003 infördes interaktiva skrivtavlor i så gott som varje klassrum i grundskolans år F-5.

## Alternativ
Det finns flera alternativ till smartboard på marknaden. Med en enkelt monterbar och flyttbar tillsats blir en vanlig whiteboard smart och kan utföra alla de uppgifter som vanligtvis förknippas med mer kostbara lösningar. Genom att koppla en trådlös mottagare till en dator för att sedan spegla bilden via en projektor möjliggör att använda whiteboarden som en interaktiv skrivtavla.
Flera tillverkare av projektorer erbjuder i dag modeller där interaktiva funktioner är inbyggda redan från start, exempelvis interaktiva projektorer, som möjliggör att anteckna direkt under en presentation med hjälp av en digital penna. Skillnaden mellan en projektor och en interaktiv skrivtavla är att en projektor används främst i presentationssyfte, medan den interaktiva skrivtavlan är ett pedagogiskt verktyg som har ett undervisningssyfte.

## Interaktiv skrivtavla i förskolan
Interaktiva skrivtavlor kan engagera och stimulera de yngre barnens lärande, både enskilt och i grupp. Barns samlärande blir betydelsefullt i denna kontext, gällande teknikbaserade läraktiviteter. Barns gemensamma utforskande och interaktion kring digitala verktyg, som exempelvis interaktiv skrivtavla, hjälper dem att förstå verktygets funktion och syfte. En fördel med interaktiva skrivtavlor för de yngre barnen är samspelet som blir mellan barnets kropp och sinne när de utforskar skrivtavlan. I förskolan är sagor och berättande ett vanligt förekommande inslag. I denna kontext kan den interaktiva skrivtavlan utgöra ett användbart verktyg som kan hjälpa barn att återberätta en saga som de hört på förskolan och som de således är bekanta med. De tekniska möjligheterna med den interaktiva skrivtavlan kan gynna barns fantasi, på så vis att barnen erbjuds en variation av möjligheter som gör att de kan komma på egna bidrag till sagan, vilket gör att originalberättelsen omvandlas efter barnens önskemål. Den interaktiva skrivtavlan kan vara ett mer flexibelt verktyg för sagor och berättande i förskolan än vad exempelvis flanellsagor är, på så vis att flanellsagor är begränsade gällande sagans karaktärer eller miljöer. När barn utför aktiviteter på den interaktiva skrivtavlan har det visat sig öka deras sociala inlärning och kan således bidra till en ökad gemenskap i barngruppen. Den interaktiva skrivtavlan har flera användningsområden i förskolan, exempelvis vid sagostunder, lek, som visuellt stöd i barnets berättande eller som verktyg för olika estetiska uttryckssätt. Det råder ett språkligt samspel när barn utforskar den interaktiva skrivtavlan tillsammans, vilket gör den till ett stöd i de yngre barnens språkutveckling.